# 伊塔基巴
伊塔基巴是巴西巴伊亚州的一个市镇。总面积810.34平方公里，总人口15309人，人口密度18.9人/平方公里。